# Catharina Burmeister

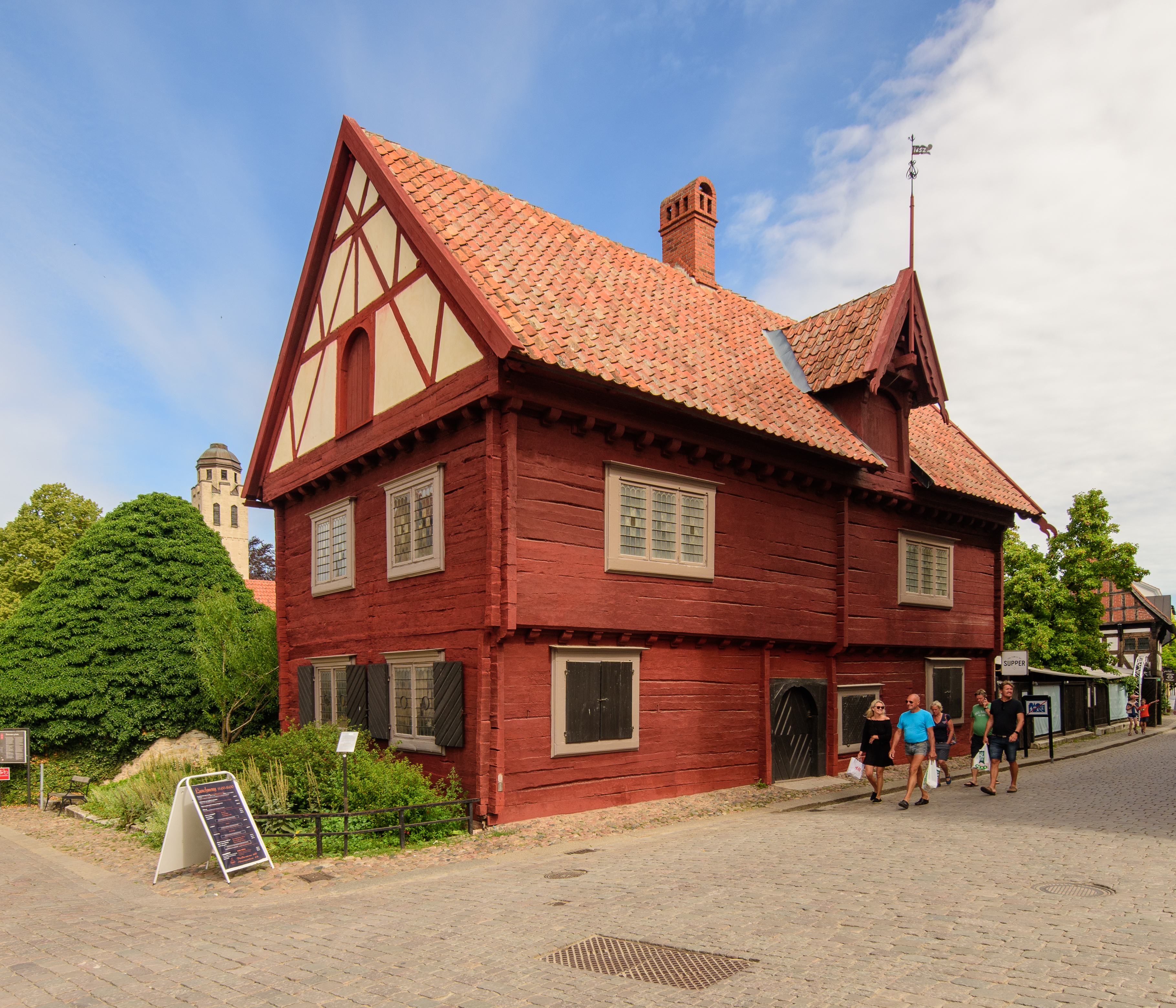
Burmeisterska huset, juli 2019.

Catharina Burmeister, född Karin Jensdotter Lund på 1600-talet i Visby på Gotland, död 1703 i Visby var hustru till Hans Burmeister, köpman från Lübeck. Efter makens död 1681 drev hon handelsföretaget vidare i Burmeisterska huset.

## Biografi
Catharina var dotter till rådmannen Jens Lund Olufsen och Sofia Sandersdotter. Hon gifte sig med Hans Burmeister omkring 1650. Paret lät bygga det Burmeisterska huset vid Donners plats. Catharina var verksam i handelshuset, bland annat hade hon rest till Stockholm och köpt skutan S:t Peter och senare gallioten Catharina Sophia. Hon blev änka 1681 drev ensam företaget vidare till sin död 1703.